# سليمان جوادي
سليمان جوادي (12 فبراير 1953 -) هو شاعر جزائري مخضرم.

## حياته ونشأته
من مواليد 12 فبراير 1953 بمدينة كوينين بولاية الوادي جنوب الجزائر ويعتبر من أبرز الشعراء على الصعيد المحلي والعربي، خريج دار المعلمين ببوزريعة ثم المعهد العالي للفنون الدرامية ببرج الكيفان الجزائر العاصمة.

## مسيرته
اشتغل بالعمل الصحفي مند منتصف السبعينيات ومن الجرائد التي عمل بها : مجلة ألوان، جريدة الشعب، مجلة الوحدة ومجلة الثقافة، ثم عين سنة 1995 مديرا للثقافة بولاية الجلفة وبعدها بولاية الطارف حيث ما زال يزاول عمله، يكتب بالعربية الفصحى واللهجة الجزائرية .

## النشاط الأدبي
أنتج عدة حصص للإذاعة الوطنية منها :
- الساقية والخيمة.
- ضياف ربي.
- حقيبة الأسبوع.
كما أنتج للتلفزيون مجموعة من المنوعات ذات الطابع التاريخي والاجتماعي بعنوان حاجي لي يا جدي.
ألف لعدد كبير من المطربين منهم : مصطفى زميرلي ، محمد بوليفة، زكية محمد، الشاب خالد، صليحة الصغيرة، يوسفي توفيق وغيرهم.
- نشر أعماله الأدبية في اغلب الصحف الوطنية والمجلات العربية.
- عضو المجلس الوطني لاتحاد الكتاب الجزائري.

## مؤلفات
له العشرات من الدواوين منها:
- يوميات متسكع محظوظ
- - ثلاثيات العشق الآخر
- -…و يأتي الربيع …
- -أغاني الزمن الهادئ…
- -قصائد للحزن وأخرى للحزن أيضا..
- -رصاصة لم يطلقها حمة لخضر
- -لا شعر بعدك
- -قال سليمان
- - المجموعة غير الكاملة.